# Automolis jordani
Automolis jordani là một loài bướm đêm thuộc phân họ Arctiinae, họ Erebidae.